# Magu Tessera
La Magu Tessera è una struttura geologica della superficie di Venere.